# 魚梁瀬ダム
魚梁瀬ダム （やなせダム）は、高知県安芸郡北川村、奈半利川本流最上流部に建設されたダムである。電源開発が管理する発電用ダムで、ダム堤体の高さ115.0メートルは四国地方で最も高い。型式はロックフィルダムで、同型式としては西日本最大。
ダムによって形成された人造湖は魚梁瀬貯水池（やなせちょすいち）と呼ばれ、通称などはないが、人造湖の規模としては早明浦ダム（吉野川）のさめうら湖に次ぎ、ダム・貯水池とも四国では屈指の規模がある。ダムは北川村に建設されたが、貯水池の大部分は安芸郡馬路村に属している。

## 沿革
奈半利川は流路延長約110.0キロメートル、流域面積約311平方キロメートルの中規模河川である。高知県は日本屈指の多雨地帯で、特に奈半利川流域の東部は台風の進路に当たり、大雨が降りやすい土地柄のため、奈半利川は水量が豊富であった。また、流域の大半が急な山地であり、奈半利川はV字谷を刻んで流れる急流でもあった。急流で水量が豊富な河川は、水力発電を行うだけの落差と水量が確保できるため適地として開発されやすく、奈半利川も多分に漏れず絶好の開発拠点として注目されていた。
電力需要は太平洋戦争後、復興が進むに連れて特に大都市圏での電力不足が顕著となり、これを解決すべく全国各地の河川で水力発電計画が立案、遂行された。奈半利川では戦後から複数の事業者が開発計画を練っていた。一つは四国中央電力を前身とし、新居浜の工業地帯に電力を供給すべく設立された住友グループの一つ・住友共同電力。もうひとつは日本発送電が1951年（昭和26年）の電力事業再編令が発布されたことで分割・民営化し、四国地方の全電力事業を継承した四国電力であった。奈半利川の水力発電事業は両者が併願し、水利権申請を巡る競争は激しいものがあった。
許認可権を持つ高知県当局も対応に苦慮していたが、1953年（昭和28年）6月に開かれた第9回電源開発調整審議会において奈半利川の水力発電事業は1952年（昭和27年）に電源開発促進法の成立によって誕生した公営企業・電源開発株式会社が担当する「調査河川」に認定された。住友共同電力と四国電力に対しては電力行政を管掌する通商産業省が周旋することで紛争を収め、同年末に高知県は電源開発に奈半利川の発電用水利権の使用を許可した。
地元の混乱を収束させた後、同年11月12日に開かれた第12回電源開発調整審議会において奈半利川に巨大ダムとダム式発電所を建設し、さらに下流にも調整池を兼ねた発電用ダム・発電所を二基を建設するという壮大な計画が成立した。この電源開発案において計画された巨大ダム計画が魚梁瀬ダムであった。

## 補償

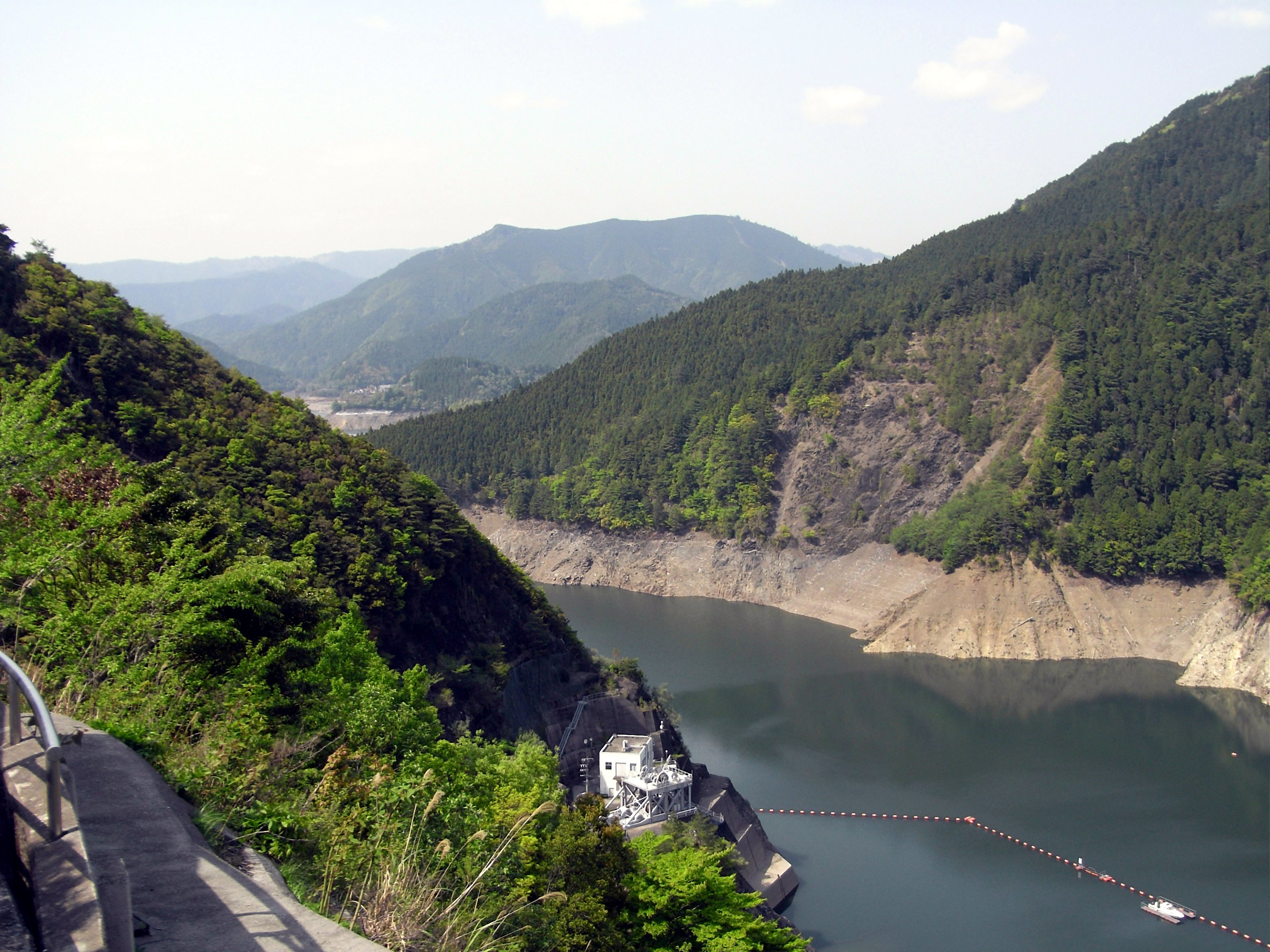
魚梁瀬貯水池。左奥に代替地となった丸山台地がある。

魚梁瀬ダムの計画が発表されると、北川村北部及び馬路村魚梁瀬地区の235戸が水没する。とくに集落の大部分が水没する魚梁瀬地区の住民は電源開発案に強硬に反対した。それはコミュニティの崩壊もさることながら、ダム建設により魚梁瀬森林鉄道の軌道が方々で水没することにより木材運搬が不可能になり、住民最大の生業である林業が崩壊することにあった。このため住民だけでなく魚梁瀬営林署、魚梁瀬森林鉄道及び労働組合である全林野もダム建設に反対の姿勢をとった。魚梁瀬地区の住民は、林業とコミュニティの維持を求める立場上、ごく小規模のダムを建設することから水没物件が最小限に留まる住友共同電力の旧案を推したが、下流域の北川村と奈半利町、田野町の住民は、奈半利川水系ではない野根川に水を導水されることで農業用水の確保に影響が出ることを恐れたため、電源開発の案を推した。こうして同じ奈半利川流域に暮らしながら、利害の違いにより住民は真っ二つに分かれた。
奈半利川流域の町村を揺らしたダム問題や補償交渉は長期化の様相を見せ、1954年（昭和29年）の計画発表から約3年を費やした。だが、奈半利川の水力発電計画を強力に推進していた当時の高知県知事・溝渕増巳がダム上流部に代替地を建設して集落ごと集団移転をさせる案を電源開発に示した。電源開発はこれに応じ、ダム建設予定地上流、東川と西川が合流する魚梁瀬丸山地区に代替地を建設。代替地については真っ先に営林署と署員官舎を、続いて公共施設を移転させて林業とコミュニティの維持を図るという姿勢を示した。併せて、魚梁瀬森林鉄道の代わりに奈半利町へ通じる代替道路の建設工事を実施して誠意を見せた。こうした電源開発の姿勢に水没地区の住民も態度を軟化させ、丸山代替地への移転に続々応じ、最終的に全体の八割に当たる193戸が代替地へと移転した。残りは高知市など県内に散っていった。
これに加え馬路村への多額の補償及び馬路・北川村への固定資産税収入によって財政が好転、幅員6.0メートル、総延長127キロメートルの付替道路・高知県道12号安田東洋線および県道12号と魚梁瀬地区を結ぶ高知県道54号魚梁瀬公園線が整備され、国道493号とも接続して田野町・安田町・室戸市への交通の便が良くなった。道路整備と引き換えに1911年（明治44年）に開通し以後木材輸送と住民の主要交通手段として利用され、高知県で初めて蒸気機関車が運行された魚梁瀬森林鉄道が、ダム建設によって軌道が水没するため廃止された。これ以後木材輸送は前記県道によるトラック輸送に取って代わった。
こうした経緯を経て、計画発表から16年の歳月を費やして1970年（昭和45年）6月19日にダム及び魚梁瀬発電所は完成し、運用を開始した。魚梁瀬地区は、かつて源平合戦に敗れた平家の落人が住み着いて以来800年続いた歴史に幕を閉じ、水の底に消えた。ダム名はこの魚梁瀬地区から命名された。現在ダム右岸上にあるダム展望台には、在りし日の魚梁瀬地区の写真や、建設中のダム写真などが展示されている。

## 目的

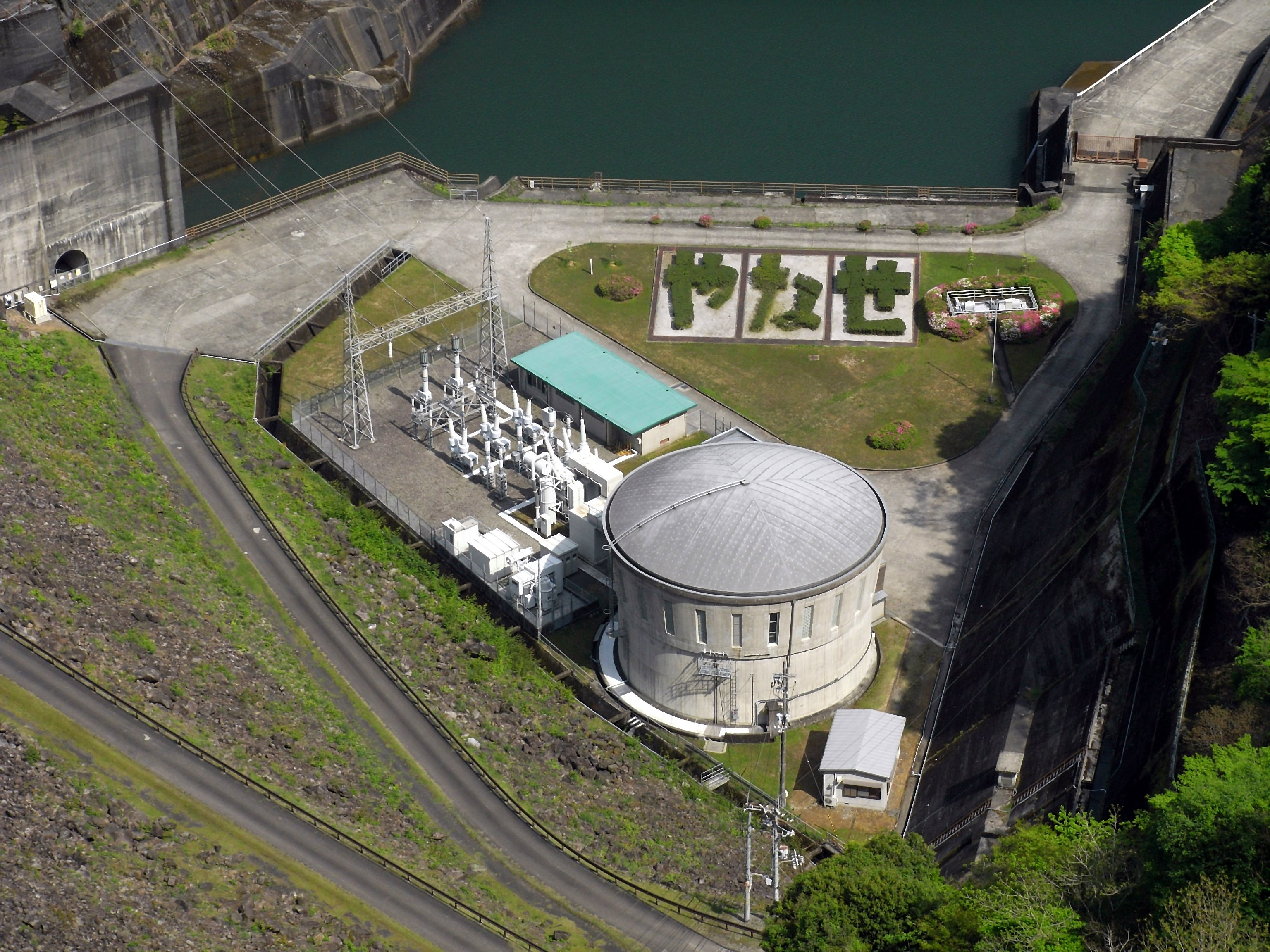
ダム直下にある魚梁瀬発電所。円形の発電所建物が特徴的。

魚梁瀬ダムは当初アーチ式コンクリートダムとして建設が検討されていたが、基礎地盤と両側の山の地質がアーチダムを建設するだけの強度が不足しており、結果的に地盤がそれほど堅固ではなくても建設が可能なロックフィルダムとして建設されることになった。水力発電専用であり、ダムの真下に建設された魚梁瀬発電所（やなせはつでんしょ）によって認可出力36,000キロワットの発電を行う。この魚梁瀬発電所は電源開発による「奈半利川電源一貫開発計画」で最後に手掛けられた事業であり、それより前に下流に二箇所の水力発電所とダムが建設されている。
一つは魚梁瀬ダムの直下流に建設された久木ダム（くきダム）である。高さ28.0メートルの重力式コンクリートダムであり、1963年（昭和38年）に完成した。ダムに付設する二又発電所は認可出力72,100キロワットと奈半利川水系最大、四国地方の一般水力発電所でも屈指の出力を持つ水力発電所である。魚梁瀬ダム完成後はダムの放流水を調節して奈半利川の水量を安定化させる逆調整池の役割も担っている。もう一つは奈半利川の最も下流に建設された平鍋ダム（ひらなべダム）である。高さ38.0メートルの重力式コンクリートダムであり、最も早く1960年（昭和35年）に完成した。ダムに付設する長山発電所は認可出力37,000キロワットを発電する。
この三発電所によって合計145,100キロワットの電力を生み出し、奈半利川水系は、四国地方でも屈指の電源地帯となった。三発電所で生み出された電力は送電線を通じて途中香美市にある四国電力の新改開閉所を経由して、愛媛県西条市の伊予変電所に送られ、ここよりさらに来島海峡を越えて中国電力が管理する広島変電所まで送られる。電力は中国電力、四国電力、住友共同電力の三電力会社に供給され、中国地方・四国地方における夏季ピーク時の電力消費に対応している。この送電網には後に1975年（昭和50年）に運用が開始された早明浦発電所の電力も合わせて送電されることになる。

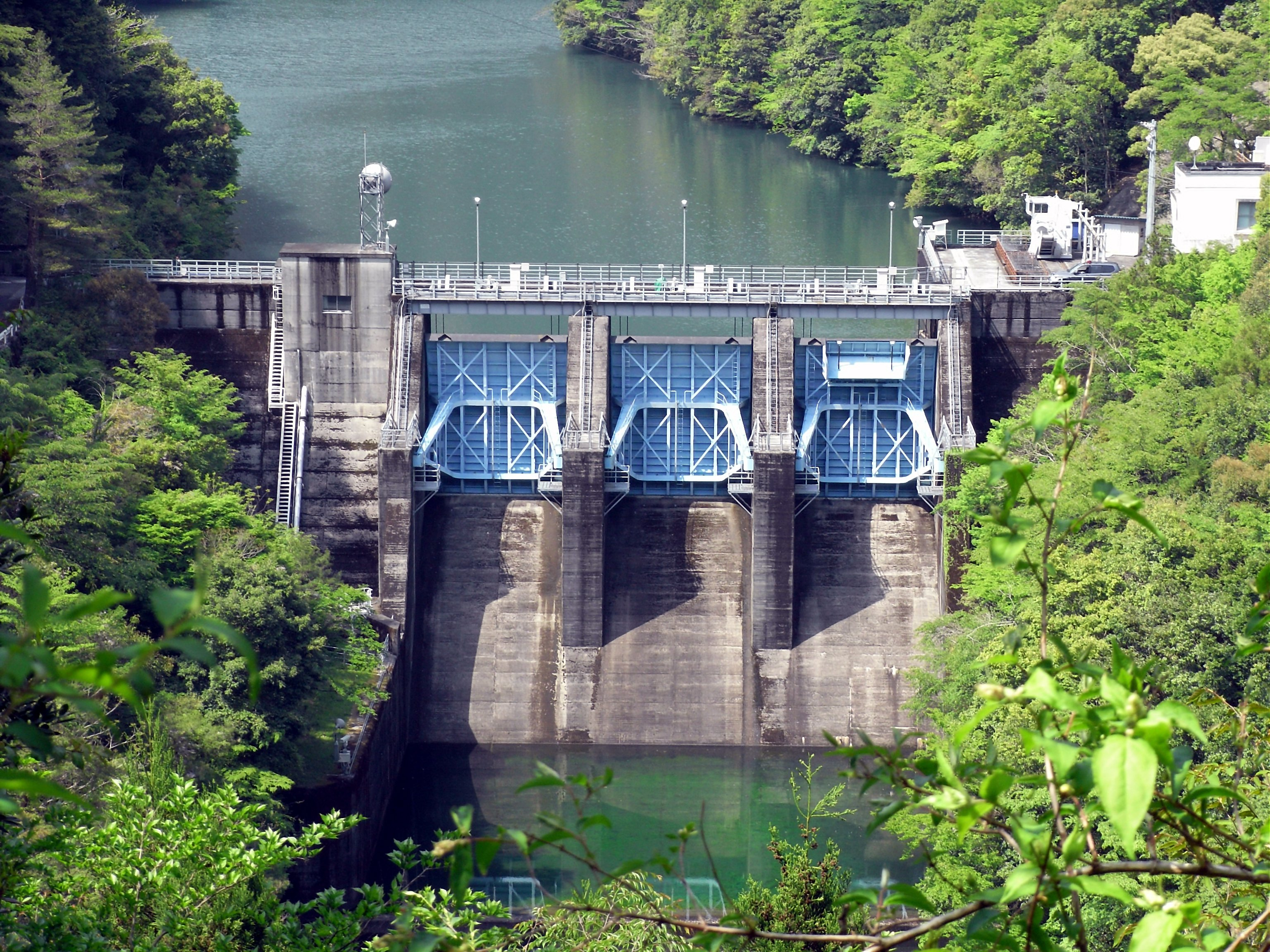
久木ダム。魚梁瀬ダムの逆調整池でもある。
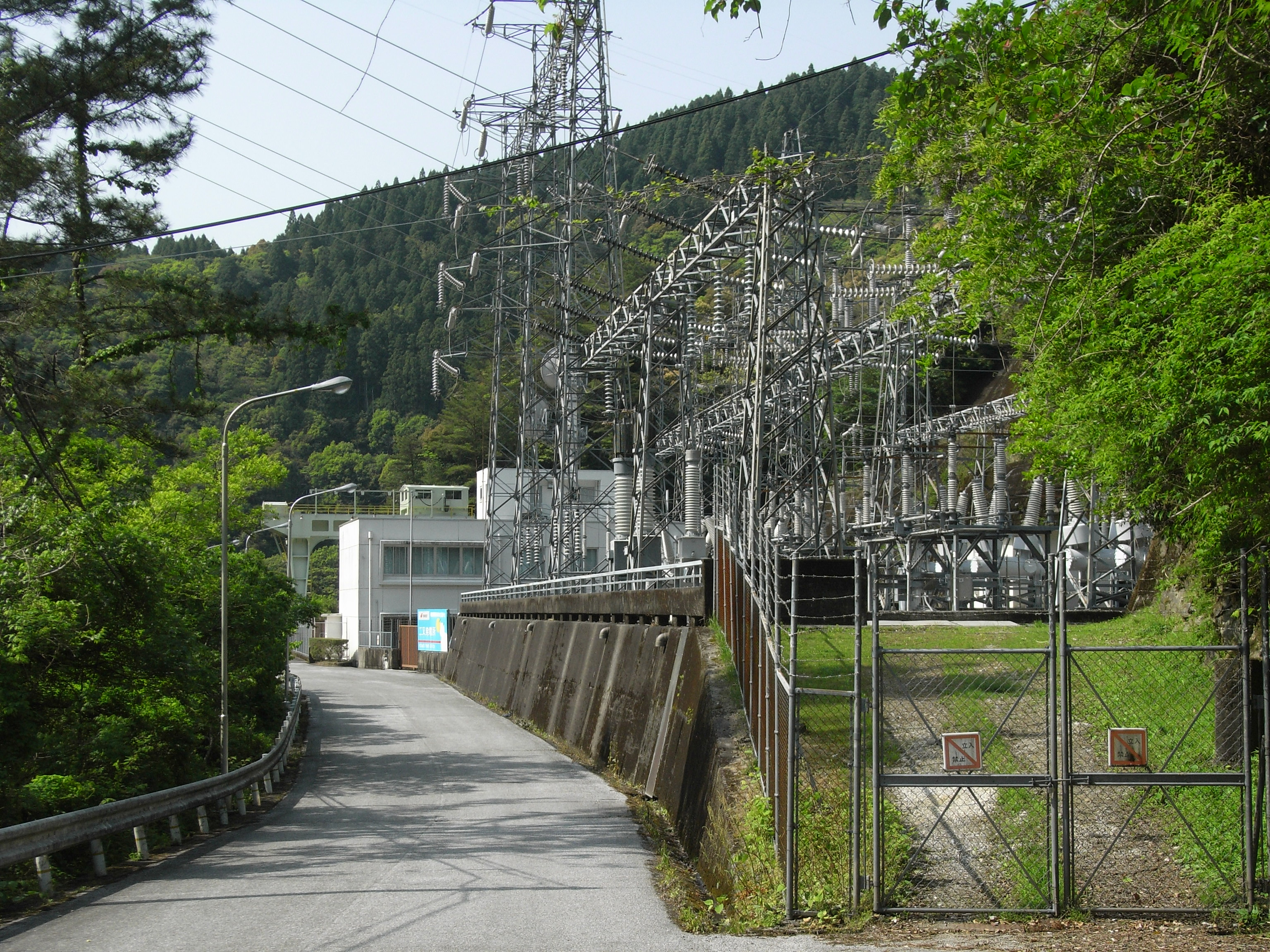
二又発電所。奈半利川最大の水力発電所。
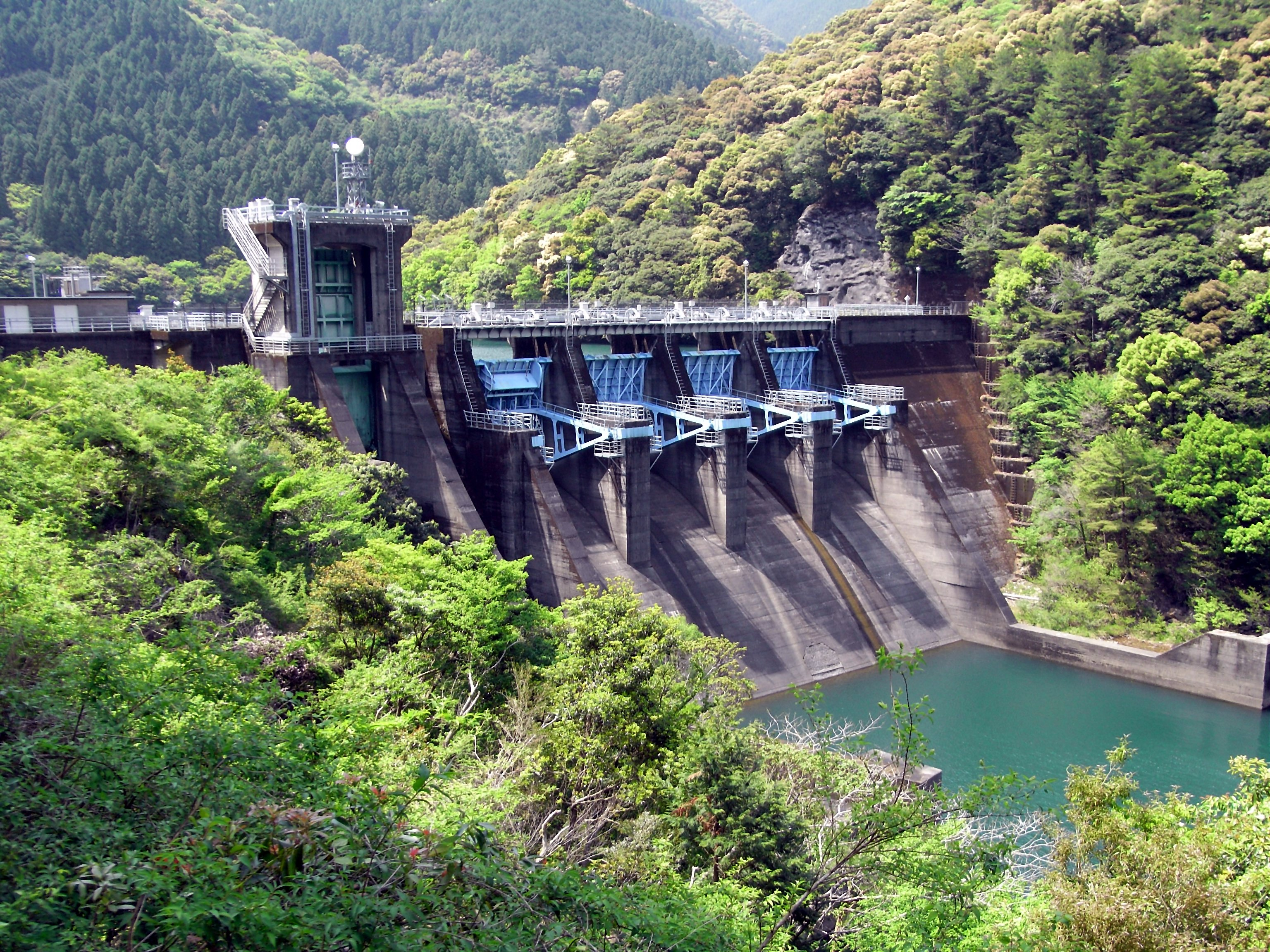
平鍋ダム。奈半利川では最初に完成したダム。
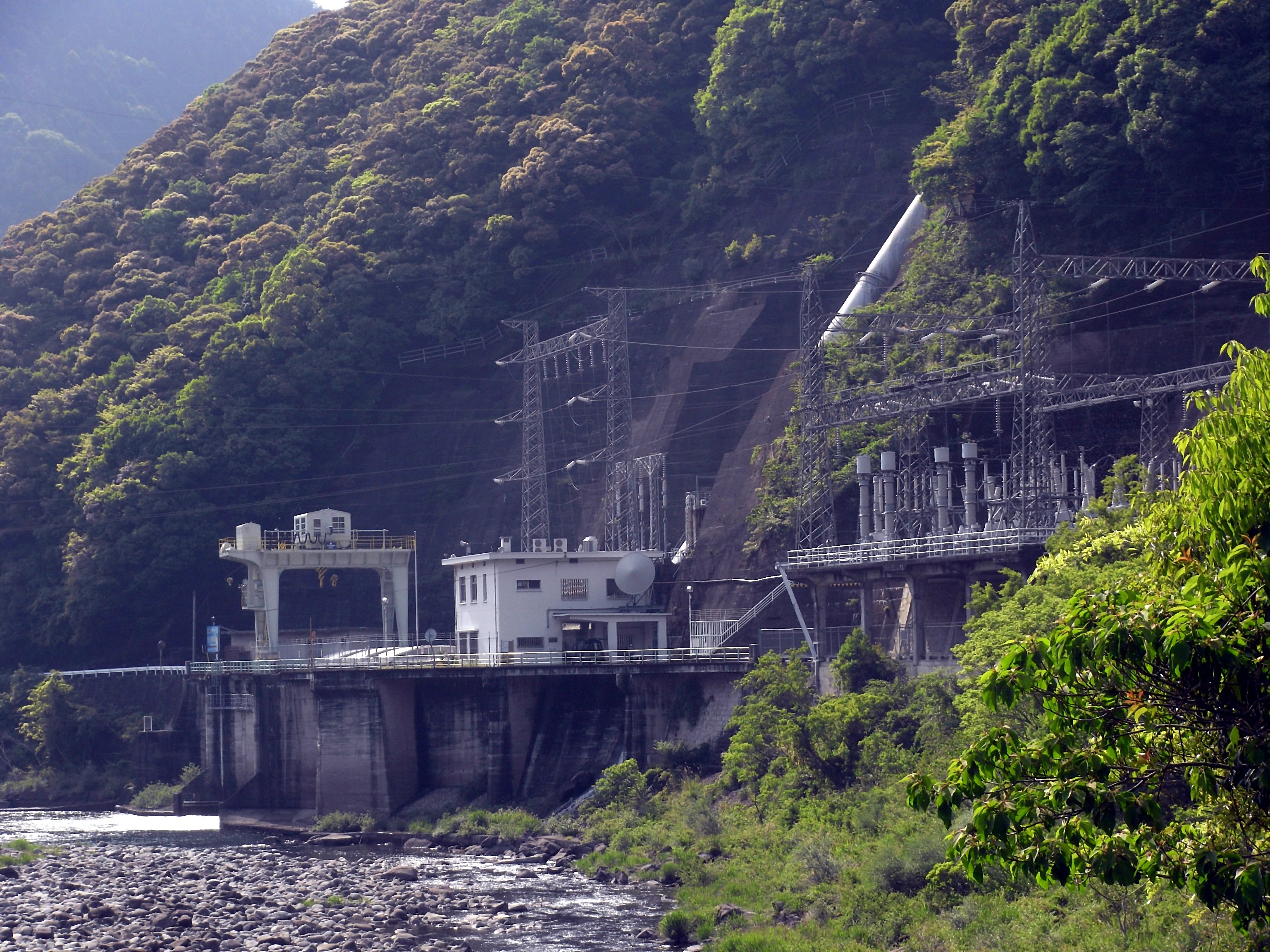
奈半利川最下流部にある長山発電所。

## 観光
ダム完成以後、水没地である馬路村は地域活性化を目指して特産品のスギとユズを用いた村おこしに取り組んだ。元来この地域で生育されるスギは「魚梁瀬スギ」と呼ばれ日本三大美林の一つに挙げられており、高知県の県木になるほどのシンボル的存在であった。村では代替地に森林保養センターを設け、木材加工品を販売している。また、ユズに関しては柚酢やユズ加工食品を生産して独自のルートで馬路村農業協同組合が販売。「ごっくん馬路村」などのヒットによって年商33億円の主要産業にまで成長した。林業も黒字運営であり、馬路村は平成の大合併においても合併を選択せず独立して村運営を行う数少ない自治体となった。
魚梁瀬ダムや魚梁瀬貯水池も観光拠点として整備された。湖畔には魚梁瀬丸山公園があり、春には約200本のソメイヨシノが咲き誇り花見のスポットとなる。毎年4月上旬には「魚梁瀬桜まつり」が催される。夏にはオートキャンプ場も併設されていることから多くの観光客が訪れる。森林公園には魚梁瀬森林鉄道で実際に運転された蒸気機関車が展示されており、日曜・祭日には運行もされている。奈半利川や魚梁瀬貯水池はアユやアメゴの釣りスポットとしても知られ、多くの釣り客が解禁時期に詰め掛ける。ただしダムを境にして管轄する漁業協同組合が異なる（上流：魚梁瀬淡水漁協、下流：奈半利川淡水漁協）ため、入漁券の価格なども違うので、注意が必要である。宍喰温泉や室戸岬、二十三士公園、たのたの温泉も比較的近い。

### アクセス
ダムへは高知自動車道・南国インターチェンジから国道32号・国道55号経由で室戸方面に向かい、安田町から高知県道12号安田東洋線を馬路村方面へ進むか、奈半利町から国道493号経由で平鍋ダム通過後県道12号を魚梁瀬方面に進み、久木ダム地点で高知県道54号魚梁瀬公園線に入るとすぐである。久木ダム付近で二又に分かれる道があり、発電所方面に下りてゆくと写真のように巨大なダムが目の前に現れる。県道を進むと展望台からダムを眺めることが出来る。だが何れの県道も1車線~1.5車線の狭い道であり、落石やすれ違いには注意である。また、雨量による通行制限があるため、大雨などの際には通行止めになることもある。
公共交通機関では、土佐くろしお鉄道阿佐線（ごめん・なはり線）安田駅が最寄駅であり、そこから高知東部交通バス「魚梁瀬」行きに乗車する。安芸駅からも乗車可能である。釈迦分岐～魚梁瀬の間でダム周辺を走行する。なお馬路村内では停留所以外でも自由に乗降できる。
北川村が奈半利駅より久木ダム付近にバスを週2日走らせている。奈半利駅発は予約不要だが、久木発は予約が必要。